# Дмитриевка (Пономарёвский район)
Дмитриевка — деревня в Пономарёвском районе Оренбургской области в составе Пономарёвского сельсовета.

## География
Располагается на расстоянии примерно 5 километров по прямой на север от районного центра села Пономарёвка.

## Население
Постоянное население составляло 37 человека в 2002 году (русские 68 %), 27 в 2010 году.